# آماندا روت
آماندا روت (انگلیسی: Amanda Root؛ زادهٔ ۱۹۶۳) بازیگر اهل بریتانیا است.
از فیلم‌ها یا برنامه‌های تلویزیونی که وی در آن نقش داشته‌است، می‌توان به تلفات، آنا کارنینا، شهر هالبی، آدمکشان میدسامر، بازرس فویل، پوآرو، شرلوک، بانوی آهنی، پاتریک ملروز، شاهد خاموش، اقناع، جین ایر و جولین فلوز بررسی می‌کند: مرموزترین قتل اشاره کرد.